# Медаль Войны 1939—1945 (Великобритания)
Медаль Войны 1939—1945 (фр. War Medal 1939–1945) — награда, учрёжденная Соединённым Королевством 16 августа 1945 года для награждения граждан Британского Содружества, прослуживших в вооруженных силах или торговом флоте не менее 28 дней во время Второй мировой войны между 3 сентября 1939 года и 2 сентября 1945 года.

## Учреждение
Была учреждена Соединённым Королевством 16 августа 1945 года и вручалась всему штатному персоналу вооруженных сил и торгового флота за службу (независимо от того, где они служили) в течение 28 дней, с 3 сентября 1939 года по 2 сентября 1945 года. В торговом флоте 28 дней должны быть проведены непосредственно в море.
Иностранные граждане, призванные или зачисленные в британские вооруженные силы и не получившие аналогичные медали за службу в 1939–1945 годах от своих правительств, также имели право на получение этой медали.
Медаль вручалась также военнослужащим, чей обязательный срок службы был досрочно прекращен из-за смерти, инвалидности или захвата в плен, если их служба давала им право на получение одной из звезд кампании Второй мировой войны. Военнослужащие, успевшие получить одну из звезд за службу за срок менее 28 дней, также сразу награждались Медаль войны 1939–1945 года.

## Описание награды
Медаль представляет собой диск диаметром 36 миллиметров (1,42 дюйма). Британские медали были отчеканены из медно-никелевого сплава, а медали, присуждённые в Канаде (около 700 000 штук) чеканились из серебра. Медаль иногда ошибочно называют «Медалью Победы» во Второй мировой войне (по аналогии с Медалью Победы в Первой мировой войне).
На аверсе изображение профиля короля Георга VI, обращённый влево. По периметру надпись «GEORGIVS VI D:G:BR:OMN:REX ET INDIAE IMP:», а снизу подпись «PM» (инициалы дизайнера Перси Меткалфа). 
На реверсе изображён лев, стоящий на теле двуглавого дракона, символизирующего главного западного и восточного врага во время Второй мировой войны. Вверху справа от центра в две строки указаны годы «1939» и «1945». Инициалы «ECRP» дизайнера Эдварда Картера Престона располагались рядом с ободком. Престон также разработал памятный медальон, для вручения ближайшим родственникам британских военнослужащих, павших во время Первой мировой войны.
Медали выпускались без персональных подписей, за исключением индийской, южноафриканской и австралийской версий.
Лента шириной 32 миллиметра, с красной полосой шириной 6½ миллиметра, синей полосой шириной 6½ миллиметра и белой полосой шириной 2 миллиметра, которые повторяются в обратном порядке и разделены красной полосой шириной 2 миллиметра. Цвета соответствуют британскому флагу.
Ленты для медали была предложена королем Георгом VI.
Эмблема в виде бронзового дубового листа носилась на ленте военнослужащих, упомянутых в донесениях, или получившие Королевскую награду за храбрость или Королевскую награду за службу в воздухе.

## Порядок ношения
Порядок ношения звезд кампаний Второй мировой войны определялся соответствующими датами начала и продолжительностью кампаний. Это порядок ношения сохранялся, даже если получатель награждался в другом порядке.